# Termolábil
En química, termolábil se refiere a una sustancia sujeta a destrucción, descomposición o cambio por acción del calor. Este término también se usa para describir sustancias bioquímicas.
Por ejemplo, ciertas exotoxinas bacterianas son termolábiles y pueden inactivarse con facilidad por la aplicación moderada de calor. Las enzimas también son termolábiles y pierden su actividad cuando aumenta la temperatura. La pérdida de actividad en tales toxinas y enzimas probablemente se deba a la variación en la estructura tridimensional de la proteína de la toxina durante su exposición al calor. En los compuestos farmacéuticos, el calor generado durante la molienda puede originar la degradación de los compuestos termolábiles.
Esto es de particular utilidad para probar la función genética. Esto se hace creando mutantes termolábiles. Crecer bajo la temperatura permisiva permite la función normal de la proteína, mientras que aumentar la temperatura sobre la permisiva elimina la actividad, probablemente desnaturalizando la proteína.
Las enzimas termolábiles también se estudian para sus aplicaciones en las técnicas replicación de ADN, como la PCR, mientras las enzimas termoestables son necesarias para la replicación adecuada del ADN. La función enzimática a temperaturas más elevadas se puede mejorar con trehalosa, lo que abre la posibilidad de utilizar enzimas normalmente termolábiles en la replicación del ADN.

## Etimología
La palabra termolábil está compuesta por el prefijo termo- y lábil.
Termo- proviene del griego antiguo θερμός (thermos, 'caliente') y lábil del latín labilis ('cambiante'), por lo que se puede traducir como: 'Cambiante al calor'.[cita requerida]